# Monte Gauro
Der Monte Gauro ist ein Vulkan auf dem Vulkanfeld der Phlegräischen Felder westlich der italienischen Großstadt Neapel in der Region Kampanien. Er ist einer der ältesten erhaltenen Vulkankegel des Vulkanfeldes und Teil des 358 ha großen NATURA 2000 Naturschutzgebietes Monte Barbaro e Cratere di Campiglione.

## Geographie
Der Tuffkegel des Monte Gauro liegt im zentralen Bereich der Phlegräischen Felder und setzt sich aus drei klar unterscheidbaren Erhebungen zusammen. Mit einer Höhe von 335 m s.l.m. ist der Monte Barbaro am südlichen Kraterrand nicht nur der höchste Punkt des Vulkans, sondern nach der Collina dei Camaldoli (457 m s.l.m.) auch der zweithöchste in den Phlegräischen Feldern. An der Nordseite des Kegels liegt der Monte Corvara mit einer Höhe von 318 m s.l.m. und an der Nordwestseite der Monte Sant’Angelo mit etwa 308 m s.l.m.
Während der nördliche und südliche Kraterrand noch bestehen, wurden der östliche und westliche Kraterrand im Laufe der Zeit durch Deformationsereignisse zerstört oder durch Erosion abgetragen. So weisen die Ost- und Westseite Erosionsspuren auf, die auf Meereserosion zurückzuführen sind. Der fast kreisförmige Campiglione-Krater ist fast 800 m breit und wird teilweise von der US-Army für die Freizeitgestaltung genutzt. Zu Füßen des Monte Barbaro wurde in der Vergangenheit Tuff abgebaut. An der Südseite des Vulkankegels führt auch die Autobahntangente Neapel A56 vorbei.

## Eruptionsgeschichte
Die Monte-Gauro-Eruption fällt nach der Gelben-Neapolitanischen-Tuff-Eruption (YNT-Eruption) in die erste einer dreistufigen Post-Caldera-Ausbruchsphase der Phlegräischen Felder. Der Eruptionsherd liegt, wie auch bei den anderen Post-Caldera-Ausbrüchen, an der Bruchstelle, an der die Caldera nach der YNT-Eruption abzurutschen begann und über die das Magma nach oben drang. Die Stratigraphien des Ausbruchs wurden zwischen 12.700 und 15.500 Radiokohlenstoffjahren datiert. Zu diesem Zeitpunkt lag die Caldera der YNT-Eruption 90 m tiefer und war vom Meer überflutet.
Der Monte Gauro entstand infolge mehrerer Ausbrüche, die von kurzen Ruhepausen unterbrochen waren. Die Eruptionen waren vor allem phreatomagmatischer Natur. Neben dem Auswurf einer größeren Menge von Pyroklastika, muss es auch zu pyroklastischen Strömen gekommen sein, worauf Pyroklastische Surges schließen lassen. Die Reste von Lavadomen zeugen von einer gewissen effusiven Aktivität des Vulkans, die insbesondere am Ende der explosiven Phasen in Erscheinung trat. Bei den Eruptionen wurden insgesamt 0,5 km³ DRE ausgeworfen. Wie beim etwas späteren Ausbruch des südlich des Gauro liegenden Archiaverno, setzte sich die ausgestoßene Magma aus latitischer und trachytischer Magma zusammen. Der Kegel des Gauro wurde später mit Auswurfmaterial aus anderen Vulkanausbrüchen der Phlegräischen Felder bedeckt.

## Flora und Fauna
Am Monte Gauro ist wie am Astroni-Krater und am Monte Nuovo eine Inversion der Vegetationshöhenstufen zu beobachten. So findet sich auf den erhaltenen Rändern des Kraters, am Monte Barbaro, Monte Corvara und am Monte Sant’Angelo eine Garrigue- und Macchienvegetation mit Trockenwiesen, die auch an den Südseiten der äußeren Flanken anzutreffen ist. Ausgebreitet hat sich hier vor allem der Ginster. Anzutreffen ist aber auch Diss, Gewöhnliches Ruchgras oder die Milchfleckdistel sowie Zistrose, Mastixstrauch oder Myrte. Durch zahlreiche Brände in den letzten Jahrzehnten hat der Bestand an Flaumeichen dagegen stark abgenommen.
Aufgrund des Tuffabbaus in der Vergangenheit sind einige Bereiche des Kegels sogar fast kahl. Im starken Kontrast dazu steht die Nordseite der inneren Kraterwände, die mit einem dichten Kastanienwald bedeckt ist. Die Kastanien profitieren hierbei von den kühleren Temperaturen und der Feuchtigkeit, die sich im Krater sammelt. Des Weiteren kommen hier die Europäische Hopfenbuche und der Feldahorn vor.
Trotz anthropogener Einflüsse, die sich vor allem in der starken und zum Teil unkontrollierten Urbanisierung der unmittelbaren Umgebung des Vulkans äußert, ist der Monte Gauro vor allem Habitat für mehrere Vogelarten. Er dient auch als Rastplatz für Zugvögel. Des Weiteren ist er Rückzugsgebiet für einige Fledermausarten.

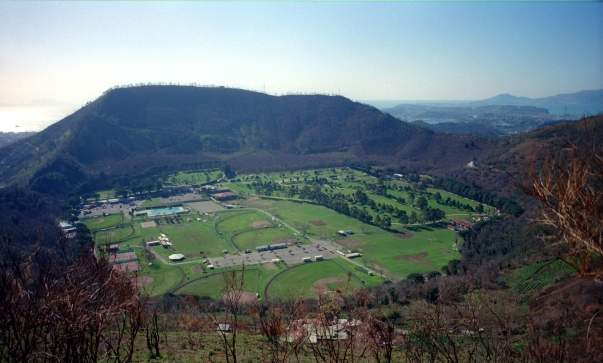
Campiglione-Krater mit dem Carney-Park, dahinter der südliche Kraterrand mit dem Monte Barbaro
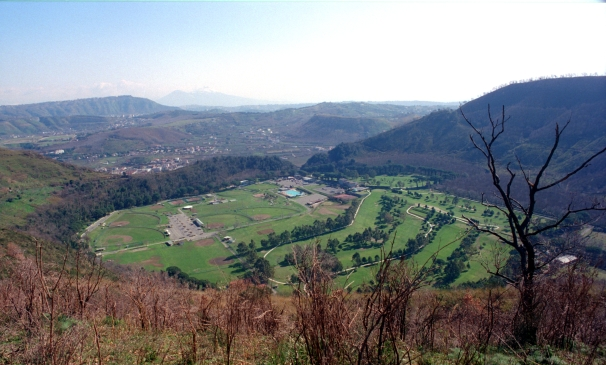
Die abgetragene Ostseite mit dem Einschnitt Porta Campiglione
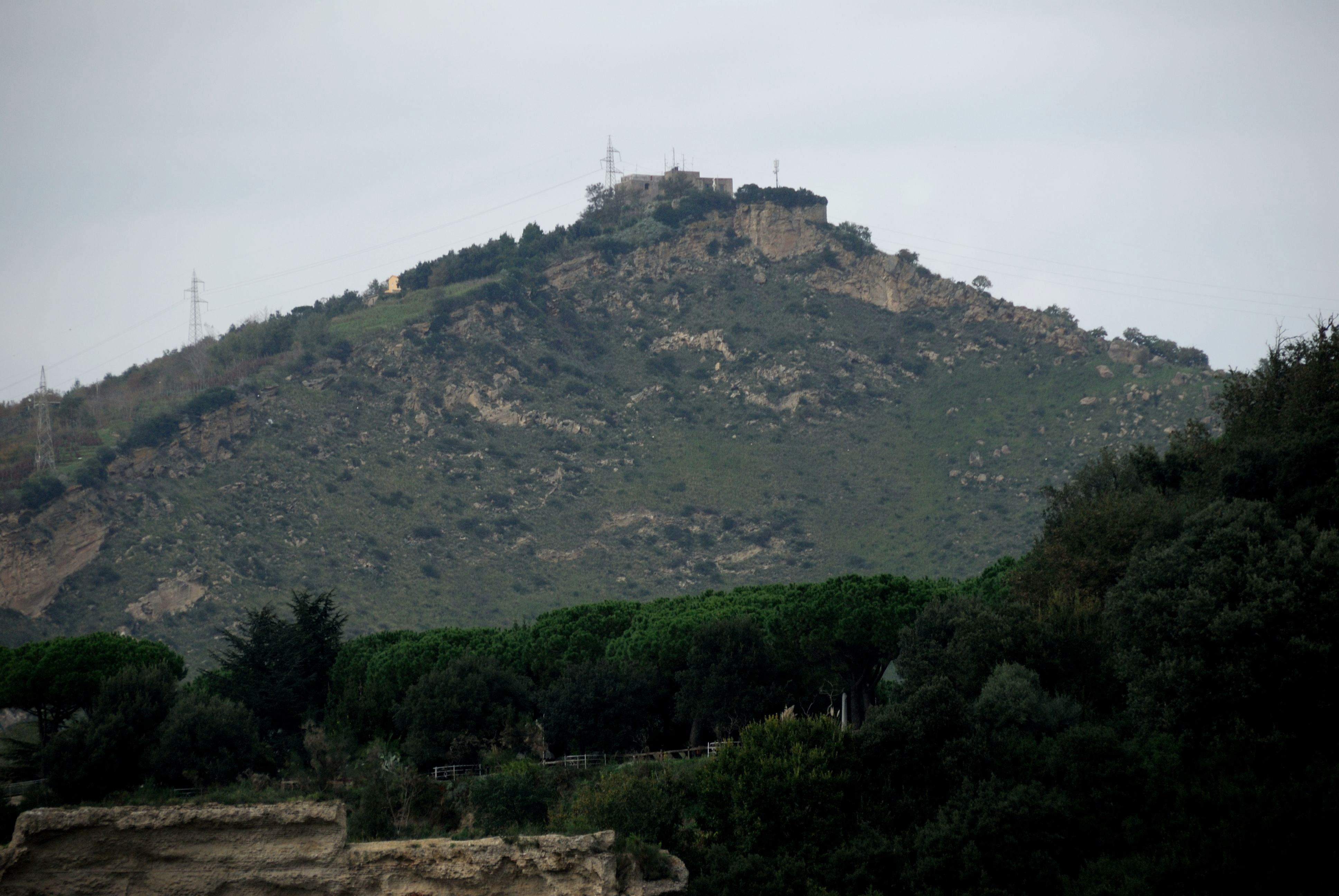
Der nordwestliche Kraterrand mit dem Monte Sant’Angelo und der gleichnamigen Kirche
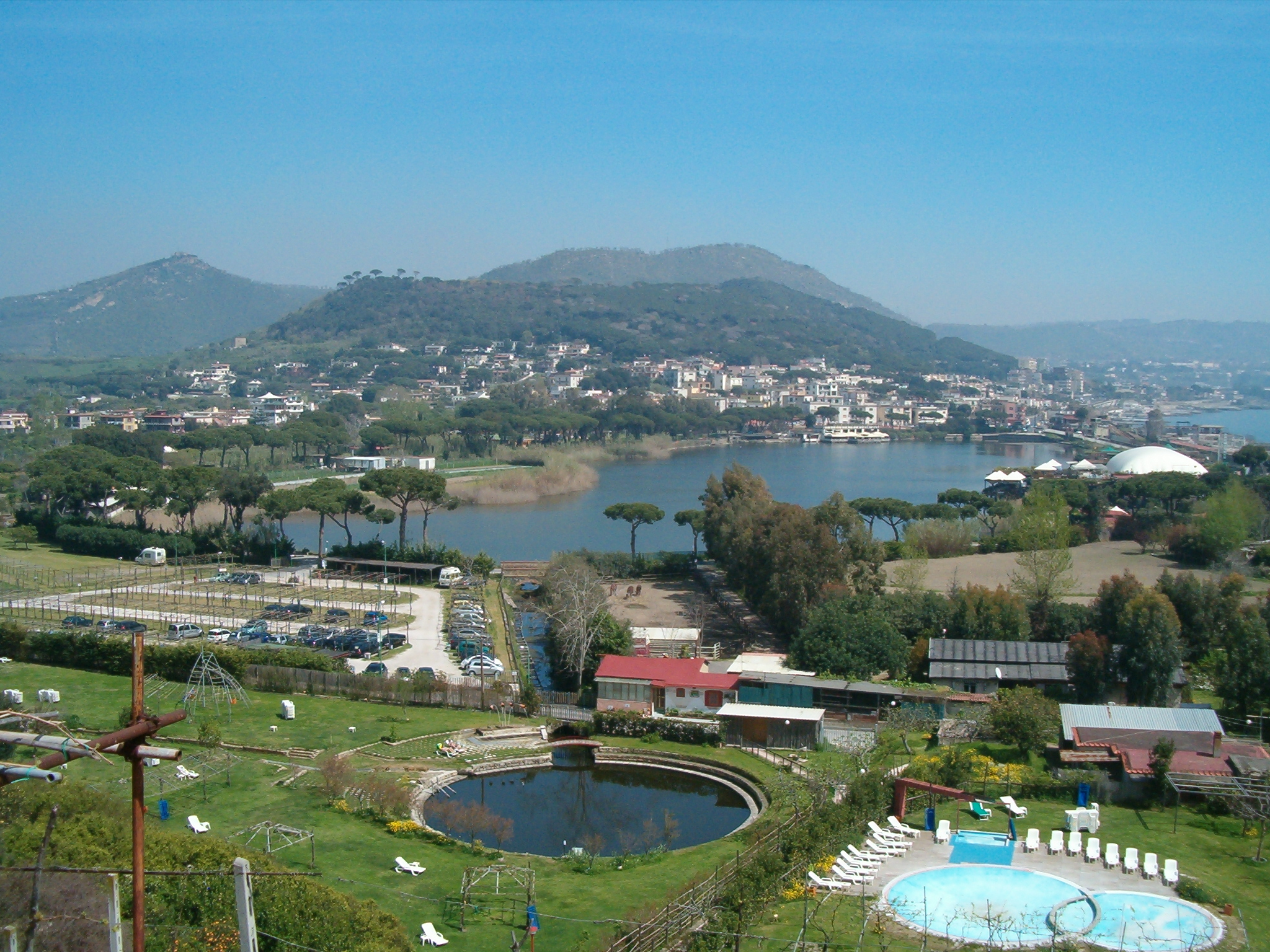
Der Lucriner See mit dem Monte Nuovo, dahinter der Monte Gauro mit dem Monte Sant’Angelo (links) und dem Monte Barbaro (rechts)

## Geschichte

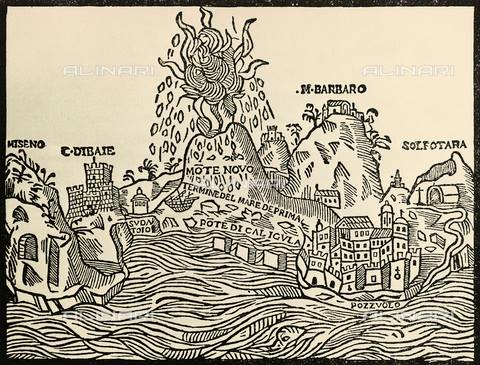
Die Monte-Nuovo-Eruption 1538 in einem zeitgenössischen Holzstich, mit dem Monte Barbaro und der Kirche San Salvatore im Hintergrund

Die ältesten menschlichen Spuren auf dem Monte Gauro stammen aus der italienischen Mittleren Bronzezeit um 1500 bis 1600 v. Chr. und können der Apennin-Kultur zugeordnet werden. Bis zum 4. Jahrhundert v. Chr. finden sich keine weiteren menschlichen Spuren am Krater. Da die Siedlungsspuren aus der Mittleren Bronzezeit unter Ascheschichten begraben liegen, ist davon auszugehen, dass die Siedlungen mit der Wiederaufnahme der vulkanischen Aktivitäten auf den Phlegräischen Feldern aufgegeben wurden.
Erst Jahrhunderte nach der Griechischen Kolonisation Süditaliens wurden die fruchtbaren Hänge des Monte Gauro von Bauern wieder kontinuierlich besiedelt. Vermutlich richteten sie sich dort zwischen dem 4. und 3. Jahrhundert v. Chr. ein und profitierten von den Straßenverbindungen, die Cumae mit Neapolis und Capua verbanden. 343 v. Chr. fand hier die Schlacht am Berg Gaurus im Ersten Samnitenkrieg statt, aus der laut des römischen Geschichtsschreibers Titus Livius die Römer unter Marcus Valerius Corvus siegreich hervorgingen.
Anschließend wurde der Gaurus mons Teil des Ager Campanus, bevor er 194 v. Chr. zum Gebiet der neugegründeten Kolonie Puteoli, dem späteren Pozzuoli, fiel. Die Römer errichteten rund um den Gaurus zahlreiche Landhäuser und Villen und bauten Wein an. Unter den Villen soll sich auch die des Marcus Tullius Cicero befunden haben. Der an den Südhängen des Monte Barbaro angebaute Wein war bereits zu Beginn der Römischen Kaiserzeit unter Kaiser Tiberius vielgepriesen und wurde von Plinius dem Älteren ein Denkmal gesetzt. Um das 5. Jahrhundert n. Chr. wurden die römischen Besitztümer um den Gauro aufgegeben und verfielen.
Während des Herzogtums Neapel wurde auf dem Monte Sant’Angelo ein griechisch-orthodoxes Kloster errichtet, das erstmals im 11. Jahrhundert erwähnt wurde. Dem Bau war eine langobardische Kirche vorausgegangen, die dem heiligen Erzengel Michael gewidmet war. 1087 wird auch erstmals eine Kirche San Salvatore auf dem Monte Barbaro erwähnt, an die sich später ein Kloster anschloss. Der ganze Komplex wurde in der Folge aufgegeben und verfiel. Neben den Ruinen erinnert noch der Zweitname des Monte Barbaro, Monte del Salvatore oder Monte San Salvatore, an den Bau.
Im Mittelalter bildeten sich verschiedene Legenden um den Monte Gauro. In einem in der Schrift Chronica Slavorum beinhalteten Brief aus den 1190er Jahren beschreibt Bischof Konrad von Querfurt die Schönheiten, die er auf seiner Reise nach Süditalien als Kanzler von Heinrich VI. beobachtete. Konrad beschreibt darin den vermeintlichen Besuch einer unterirdischen Stadt im Monte Barbaro, in Reminiszenz an griechische und römische Autoren der Antike. Auch mit der Venusberg-Sage wurde der Monte Grauno in Verbindung gebracht. Später ist es Petrarca, der die Legendenbildung um den Grauno wieder aufnimmt. Zu Beginn des 17. Jahrhunderts ist es der neapolitanische Geschichtsschreiber Giulio Cesare Capaccio, der beschreibt,  wie in Pozzuoli sich hartnäckig das Gerücht hält, dass im Monte Barbaro Gold zu finden sei.
1966 wurde im Campiglione-Krater für die Freizeitgestaltung für Angehörige der US-Streitkräfte der Carney-Park eingerichtet. 1995 wurde der Monte Gauro unter Natur- und Landschaftsschutz gestellt.